# Francesco Fei
Francesco Fei (Firenze, 1967) è un regista italiano.

## Biografia
Dopo la laurea in Storia del Cinema conseguita presso la facoltà di Lettere e Filosofia di Siena, si trasferisce a Milano dove comincia a lavorare nel campo dei video musicali, realizzando numerosi clip con i più importanti musicisti italiani. Nello stesso periodo collabora con MTV per la regia della serie di documentari sociali True Life. Nel 2005 realizza il suo primo lungometraggio, Onde, con Ignazio Oliva, Anita Caprioli e Filippo Timi. Il film è selezionato all'International Film Festival Rotterdam e altri importanti festival internazionali, vince il Premio del Pubblico al Festival du film italien de Villerupt e viene segnalato dalla critica come une delle opere prime più interessanti di quegli anni. Nello stesso periodo crea la casa di produzione Apnea Film.
Del 2008, in collaborazione con il musicista Steve Piccolo, è il filmato Temporality Residentity, presentato al 65° Festival del Cinema di Venezia e all’11° Biennale d’Architettura. Dal 2008 insegna regia allo IED di Milano e, nel 2010, viene chiamato a ricoprire il ruolo di docente di regia presso l'Accademia di Belle Arti di Bergamo.  È in questo periodo che inizia a maturare interesse per la video arte.
Nel 2014 presenta il progetto Milano Up Date alla mostra “Glitch, Interferenze tra arte e cinema” al Pac di Milano e Glitch at Ocat a Shanghai. Successivamente realizza un documentario dedicato a Velasco Vitali e, sempre nel 2014, Equilibrium? per il Museo Salvatore Ferragamo. Nel 2015 il video Giuseppe Penone, prospettiva vegetale è stato selezionato al 33rd International Festival of Films on Art (FIFA) a Montréal. Del 2016 è il suo documentario, girato in 16mm, Armenia! presentato al Trieste Film Festival e al Bellaria Film Festival. 
Nel 2016 ha scritto, prodotto e diretto la docufiction con Filippo Timi Segantini ritorno alla natura, che ripercorre alcune tappe fondamentali della vita del pittore Giovanni Segantini e che, nello stesso anno, vince il Premio del Pubblico al Biografilm Festival.
Nel 2018 ha diretto il documentario La Regina di Casetta, che ha vinto il Premio Miglior Film Italiano alla 59ª edizione del Festival dei Popoli e la Genziana d'Oro Miglior Film CAI e il Premio Dolomiti UNESCO al 67ª edizione del Trento Film Festival. Il film è stato trasmesso su Fuori Orario di Rai3 nel maggio del 2020. 
Nel 2019 è uscito nei cinema, in più di 400 sale, il suo documentario Dentro Caravaggio, con le musiche di Teho Teardo, candidato ai Nastri d'Argento del Documentario 2020. 
Il suo secondo lungometraggio Mi chiedo quando ti mancherò, tratto dal best seller della scrittrice americana Amanda Davis Wonder When You'll Miss Me, è stato presentato nella sezione Alice nella città sezione autonoma e parallela della Festa del Cinema di Roma dove ha vinto con Beatrice Grannò il premio come migliore attrice emergente. Il film è uscito nelle sale nell'estate 2021 distribuito da Istituto Luce e ha poi vinto il Premio della Giuria al Castellinaria Film Festival.
Il suo documentario “La via incanta”, una produzione Sky Original tratta dall’omonimo libro di Marco Albino Ferrari, nel 2022 ha vinto il Premio come Miglior Film al Sestriere Film Festival e una Menzione Speciale allo Swiss Mountain Film Festival di Pontresina e al Verona Mountain Film Festival.
Nel 2022 cura la regia del film sperimentale “Peregrin and the Giant Fish”, tratto dal libro “Die Fischreise - Il viaggio sul pesce” scritto e disegnato da Tom Seidmann-Freud, nipote di Sigmund Freud, con protagonisti le marionette della famosa Compagnia Carlo Colla & Figli, prodotto dalla Pinacoteca di Brera e uscito con successo nelle sale cinematografiche milanesi del circuito Anteo.
Nel 2023 il suo documentario “X sempre assenti” sul gruppo rock Verdena è stato presentato come evento speciale al Biografilm Festival, per poi uscire nei cinema, con successo, distribuito da Lab80.
Nel 2024 dirige e processato la docufiction "Pellizza Pittore da Volpedo" presentata alla Festa del Cinema di Roma 2024. Il film uscirà nelle sale nel 2025 distribuito da Nexo Studios per poi essere trasmesso dal canale Sky Arte.
Ha collaborato con importanti artisti contemporanei, come Giuseppe Penone,  Jenny Saville e Velasco Vitali e realizzato opere di video arte esposte al Festival del Cinema d’Arte di Montréal, alla Biennale d’Architettura, a Arte Cinema, a Schermi dell’Arte ed in importanti musei e gallerie italiane come la Fondazione Salvatore Ferragamo e il Pac di Milano.
I suoi film sono presenti su piattaforme come RaiPlay, Sky e Now Tv, Nexo Plus.
È docente di Regia all’Accademia di Belle Arti di Bergamo.

## Filmografia

### Lungometraggi
- Onde (2005)
- Mi chiedo quando ti mancherò (2020)

### Documentari
- Saviano racconta Saviano (2010)
- La Regina di Casetta (2018)
- La via incantata (2021)
- X sempre assenti (2023)

### Docufiction
- Segantini, ritorno alla natura (2016)
- Dentro Caravaggio (2019)
- Pellizza Pittore da Volpedo (2024)

### Videoclip
- Verde (1990), Diaframma
- L'odore delle rose (1992), Diaframma
- La densità delle nebbia (1992), Diaframma
- A che ora è la fine del mondo? (1994), Ligabue
- Latitante (1995), Diaframma
- Hello (1995), Interno 17
- Stile (1996), Africa Unite
- Settimane (1996), Soon
- Sottovoce (1996), Interno 17
- Regina di cuori / Reina de corazones (1997), Litfiba
- In un mare di noia (1997), Negrita
- Sex (1997), Negrita
- A modo mio (1997), Negrita
- Ho imparato a sognare (1997), Negrita
- Abitudini (1997), Soon
- Goccia a goccia (1997), Litfiba
- A Modern Mantra (1997), Govinda
- Restless (1998), Neja
- Shock in My Town (1998), Franco Battiato
- Il ballo del potere (1998), Franco Battiato
- Ho perso le parole (1998), Ligabue
- I Am Happy (1998), Soerba
- Il punto (1998), Tiromancino
- Il soffio (1998), Luciferme
- Liquido (1998), Interno 17
- Se io non avessi te / Si sé que te tengo a ti (1998), Nek
- Valvonauta (1999), Verdena
- Io sono io (1999), Daniele Groff
- La mia ragazza (1999), Luca Carboni
- Amore mio (1999), Daniele Silvestri
- Vivere il mio tempo (1999), Litfiba
- In ogni atomo (1999), Negrita
- Al centro dell'orgoglio (1999), Moltheni
- Il circuito affascinante (1999), Moltheni
- Eccezionale (1999), Irene Grandi
- Parole di burro (2000), Carmen Consoli
- Sono=Sono (2000), Bluvertigo
- L'innocenza (2000), Scisma
- Nutriente (2000), Moltheni
- Viba (2000), dei Verdena
- Bambole (2001), Negrita
- Nel mio letto (2001), Verdena
- Non è successo niente (2002), Alberto Belgesto
- Crescere (2003), Minerva
- My Way (2003), Negrita
- Given Ground (Oops... Revolution on Your Pins) (2003), Giardini di Mirò
- Signor Tentenna (2006), Carmen Consoli
- Tutto su Eva (2006), Carmen Consoli
- Piove (condizione dell'anima) (2006), Dolcenera
- L'eclissi (2006), Marco Gismondi
- Angie (2007), Verdena
- Per sempre (2007), Bloom 06
- Amore assurdo (2008), Morgan
- Sogni risplendono (2008), Linea 77 feat. Tiziano Ferro
- NME Is You (2008), The Styles
- Non molto lontano da qui (2009), Carmen Consoli
- In un giorno qualunque (2010), Marco Mengoni
- Metallo (2012), Sarah Stride
- La tua canzone (2013), Negrita
- Anima lieve (2013), Negrita
- Il gioco (2015), Negrita
- Qui (2017), Le luci della centrale elettrica

### Videoarte
- Lightness (2015)
- Milano Up Date (2015)
- Armenia! (2016)
- Peregrin and the Giant Fish (2022)

## Riconoscimenti
- Festival du film italien de Villerupt – Premio del Pubblico per "Onde"
- Biografilm Festival – Premio del Pubblico per "Segantini ritorno alla natura"
- Festival dei Popoli –  Premio Miglior Film Italiano per "La regina di Casetta"
- Trento Film Festival – " Genziana d'Oro Miglior Film CAI per "La regina di Casetta
- Trento Film Festival –  Premio Dolomiti UNESCO per "La regina di Casetta"
- Alice nella città – Premio RB Casting 2019 a Beatrice Grannò per  “Mi chiedo quanto ti mancherò”
- Castellinaria – Premio della Giuria 2021 per  “Mi chiedo quanto ti mancherò”
- Sestriere Film Festival – Premio Miglior Film per "La via incantata"
- Swiss Mountain Film Festival  – Menzione Speciale per "La via incantata"
- Verona Mountain Film Festival  – Menzione Speciale per "La via incantata"

## Festival e Mostre
- Rotterdam International Film Festival — 2005, Onde
- San Francisco Film Festival — 2005, Onde
- Karlovy Vary Film Festival — 2005, Onde
- Durban Film Festival — 2005, Onde
- Fest Int Cinema Mediterraeen Montpellier — 2005, Onde
- Infinity Film Festival — 2005, Onde
- Annecy Cinema Italien — 2005, Onde
- Festival Du Film Italien De Villerupt — 2005, Onde
- Braunschweig International Film Festival — 2005, Onde
- Tallin Black Nights Film Festival — 2005, Onde
- Pyongyang International Film Festival — 2006, Onde
- Palm Springs Film Festival — 2006, Onde
- Festival del Cinema di Roma — 2010, Milano Up Date
- Festival Loop di Barcellona — 2010, Milano Up Date
- Milano Film Festival — 2011, Milano Up Date
- Bellaria Film Festival, Casa Rossa Art Doc — 2014, Balkans
- Festival del Cinema di Venezia — 2008, Temporality Residentity
- International Festival of Films on Art, Montreal — 2015, Giuseppe Penone
- Milano Design Film Festival — 2015, Milano Up Date
- Trieste Film Festival — 2015, Armenia
- Schermo dell’Arte — 2015, Giuseppe Penone
- Bellaria Film Festival, Casa Rossa Art Doc — 2015, Armenia
- Biografilm Festival — 2016, Segantini ritorno alla natura
- Schermo dell’Arte — 2016, Lightness
- Cervino Cine Mountain Festival — 2016, Segantini ritorno alla natura
- Lake Film Festival — 2016, Segantini ritorno alla natura
- Analogica Festival — 2016, Ora d’aria
- Nice Festival — 2017, Segantini ritorno alla natura
- Festival dei Popoli — 2018, La Regina di Casetta
- Trieste Film Festival — 2019, La Regina di Casetta
- Trento Film Festival — 2019, La Regina di Casetta
- Alice nella città  — 2019, Mi chiedo quando ti mancherò
- Sudestival  — 2020, Mi chiedo quando ti mancherò
- Giffoni Macedonia Youth Film Festival —2020, Mi chiedo quando ti mancherò
- Cinedays Film Festival —2020, Mi chiedo quando ti mancherò
- Milano Design Film Festival — 2020, Lightness
- Slovenia Film Festival —2020, Mi chiedo quando ti mancherò
- Filmmaker Festival — 2020, Ora d’aria
- Castellinaria  — 2021, Mi chiedo quando ti mancherò
- Sondrio Festival — 2022, La via incantata
- Sestriere Film Festival — 2022, La via incantata
- Orobie Film Festival — 2023, La via incantata
- Verona Mountain Film Festival — 2023, La via incantata
- Biografilm Festival — 2023,  X sempre assenti
- Festa del Cinema di Roma — 2024,  Pellizza Pittore da Volpedo